# Ella Alpiger
Ella Gina Alpiger (Wildhaus, 6 luglio 1979) è un'ex sciatrice alpina svizzera.
É sorella di Linda, a sua volta sciatrice alpina.

## Biografia
Originaria di Wildhaus e attiva in gare FIS dal dicembre del 1994, la Alpiger esordì in Coppa Europa il 18 dicembre 1996 a Haus in discesa libera (39ª) e in Coppa del Mondo il 10 febbraio 2000 a Santa Caterina Valfurva nella medesima specialità (46ª). Il 14 gennaio 2001 ottenne a Flachau in combinata il miglior piazzamento nel massimo circuito internazionale (9ª) e ai successivi Mondiali di Sankt Anton am Arlberg 2001, sua unica presenza iridata, nella medesima specialità si classificò 12ª.
In Coppa Europa ottenne il primo podio il 5 marzo 2002 a Lenzerheide in discesa libera (3ª), l'unica vittoria il 20 febbraio 2003 a Tarvisio in discesa libera e l'ultimo podio il 4 febbraio 2006 a Caspoggio in supergigante (2ª). Prese per l'ultima volta il via in Coppa del Mondo il 20 dicembre 2006 a Val-d'Isère in discesa libera (23ª) e si ritirò durante quella stessa stagione 2006-2007; la sua ultima gara in carriera fu un supergigante FIS disputato l'8 gennaio a Spital am Pyhrn, chiuso dalla Alpiger al 14º posto.

## Palmarès

### Coppa del Mondo
- Miglior piazzamento in classifica generale: 74ª nel 2001

### Coppa Europa
- Miglior piazzamento in classifica generale: 7ª nel 2003
- 5 podi:
  - 1 vittoria
  - 2 secondi posti
  - 2 terzi posti

#### Coppa Europa - vittorie
| Data             | Località | Paese  | Specialità |
| ---------------- | -------- | ------ | ---------- |
| 20 febbraio 2003 | Tarvisio | Italia | DH         |

Legenda:

DH = discesa libera

#### Coppa Europa - gare a squadre
- 3 podi:
  - 2 vittorie
  - 1 terzo posto

### Campionati svizzeri
- 1 medaglia:
  - 1 oro (combinata[senza fonte] nel 2001)